# Dytiscus semisulcatus
Dytiscus semisulcatus é uma espécie de insetos coleópteros pertencente à família Dytiscidae.
A autoridade científica da espécie é O. F. Muller, tendo sido descrita no ano de 1776.
Trata-se de uma espécie presente no território português.